# Teeny (Bootsklasse)

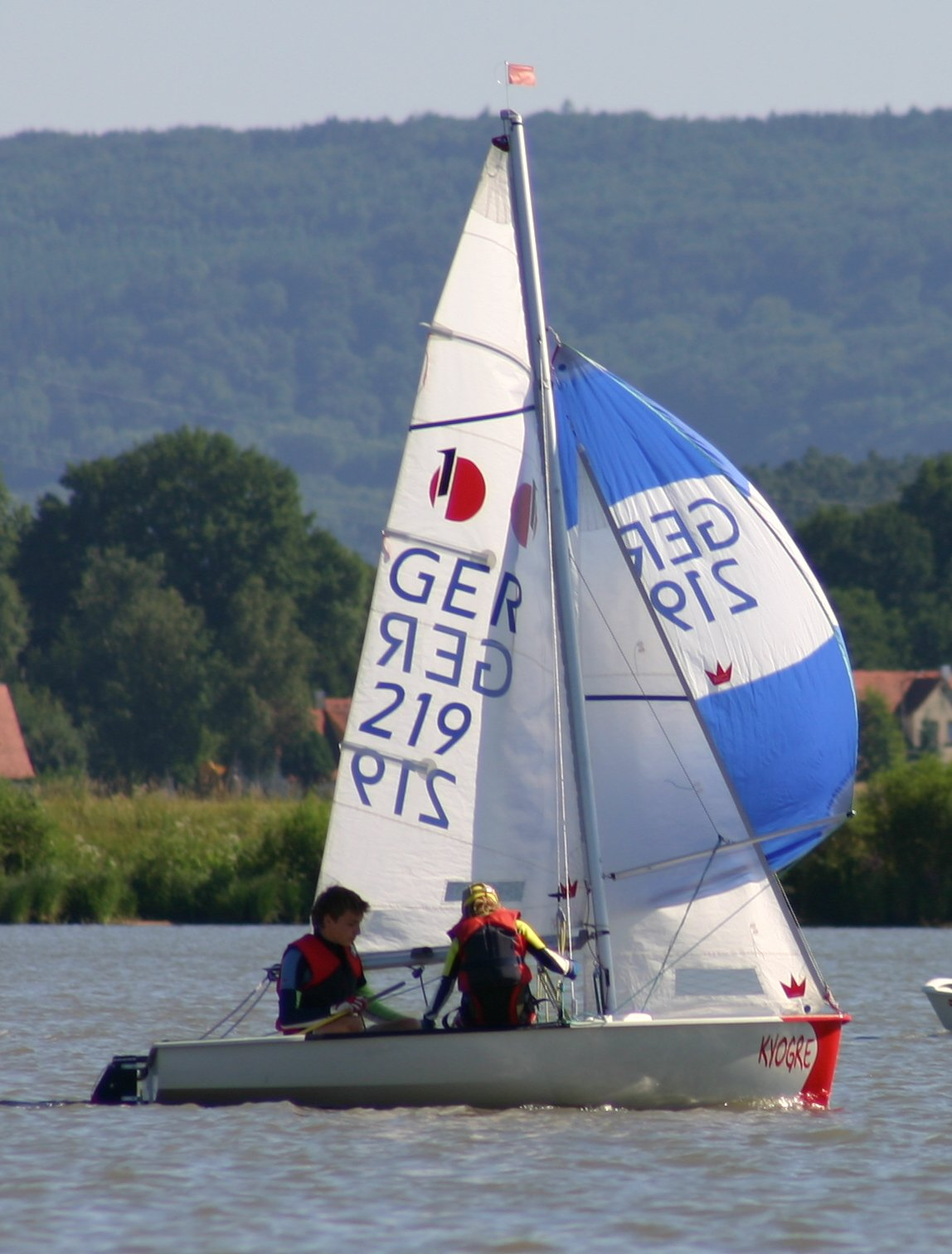
Teeny der Skipper-Gilde-Schwaben auf dem Altmühlsee

Der Teeny ist seit 1993 die offizielle Zweihand-Meisterschaftsklasse des Deutschen Segler-Verbandes im Jugendbereich für 8- bis 15-Jährige. Durch den Spinnaker und das Trapez handelt es sich um eine schnelle Bootsklasse, mit der Kinder und Jugendliche schnell segeln können – auch in gemischtgeschlechtlichen Teams.

## Geschichte
1986 von Günter Ahlers nach Erkenntnissen aus der verbandseigenen Jugendarbeit und Vorgaben des Deutschen Segler-Verbandes (DSV) entworfen und 1987 erstmals von der Bootswerft Hein in Elmshorn gebaut, wurde der Teeny speziell für Kinder von 8 bis 15 Jahren konzipiert, als „Opti für Zwei“. Von 1989 bis 1999 erfolgte die Produktion durch die Dehler Yachtbau und wurde ab 1999 von der Werft Sebastian Ziegelmayer in Hamburg übernommen.
1992 wurde die Bootsklasse vom DSV als nationale Einheitsklasse anerkannt. Auf den Deutschen Jugendseglertagen 2001 in Hannover und 2005 in Halle wurde der Teeny von den Delegierten für jeweils vier Jahre als Jüngstenboot des DSV bestätigt.

### Zielsetzung
Der Teeny wurde zur Steigerung der Teamfähigkeit der Mannschaft konzipiert. Die Ausbildung soll nach einer Grundeinweisung im Optimisten sehr früh doppelseitig erfolgen. Das bedeutet, dass die Positionen Steuermann und Vorschoter getauscht werden und beide mit der Technik des Zweihandsegelns vertraut gemacht werden sollen.
Da der Teeny mit Fock, Spinnaker und Trapez alle Merkmale einer modernen Gleitjolle besitzt, ist das Boot die Ausbildungsbasis, um über die Jugendbootklassen 420er oder 29er direkt in die olympischen Bootsklassen 470er, 49er und sogar in das Zweirumpfboot Tornado umzusteigen.
Außerdem ist auch der Spaßfaktor nicht unerheblich, denn mit einer Yardstickzahl von 140 ist der Teeny auf der Regattabahn entschieden schneller als die Optimisten-Jolle (173).

### Name

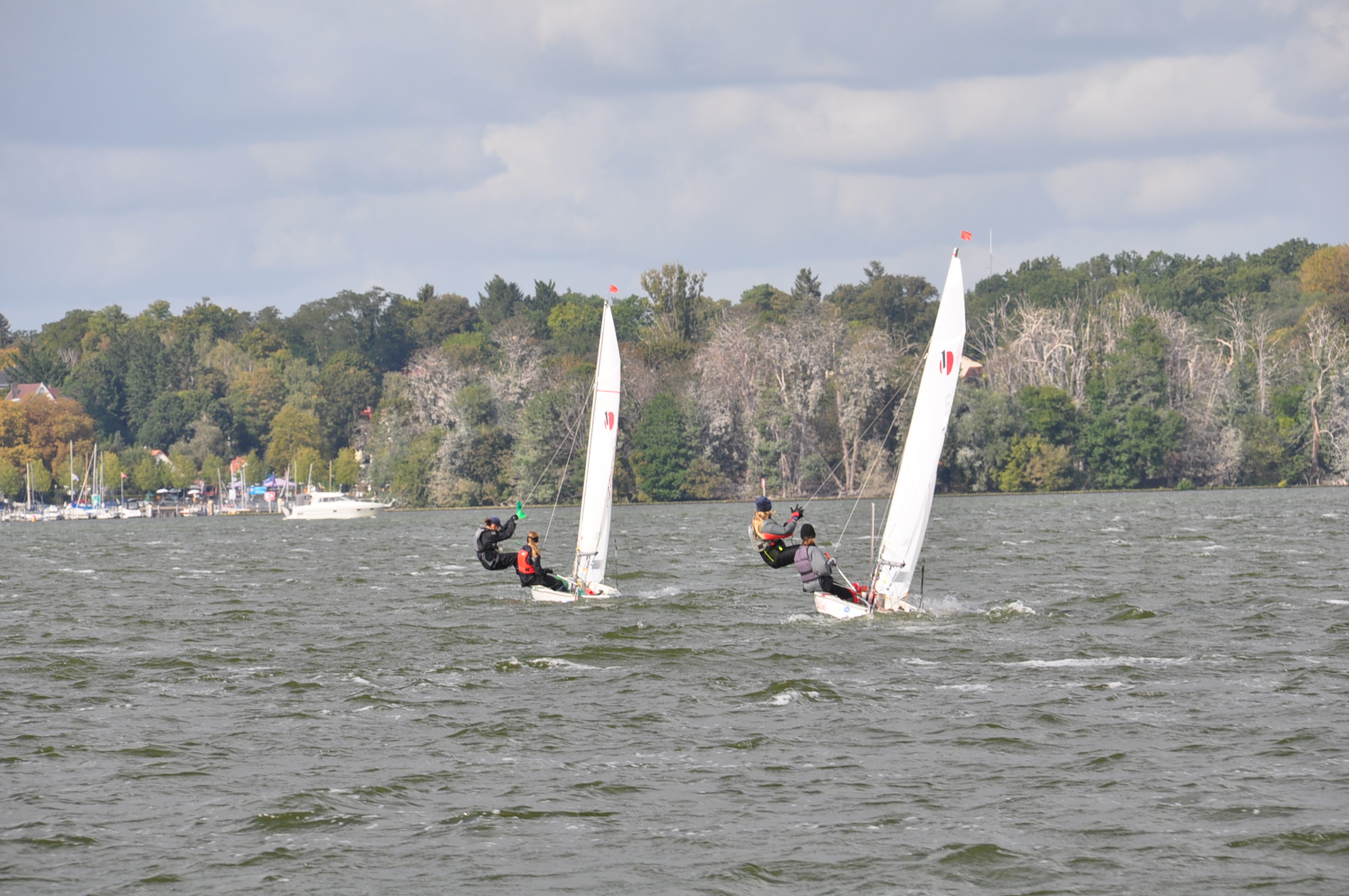
Schnelles Segeln im Trapez

Die Bootsklasse wurde nach der Bootslänge von 10 Fuß benannt – „ten feet long“, also 3,15 Meter.

### Klassenpolitik
Der Teeny ist vom Deutschen Segler-Verband als Meisterschaftsklasse im Jugendbereich anerkannt. Trotz der relativ starren Bauartregeln bei Einheitsklassen ist man Neuerungen aufgeschlossen. So wurden die Klassenregeln mit einem verstellbaren Trapez, einem Lenzer und dem Kurskompass ergänzt.

### Verbreitung
Aufgrund der Einführung des Bootes durch den Deutschen Segler-Verband wurde der Teeny in den westlichen Bundesländern rasch bekannt, Hochburgen bildeten sich in Baden-Württemberg, Nordrhein-Westfalen, Niedersachsen, Schleswig-Holstein, Hamburg und Berlin. In Bayern gibt es nach einem guten Start 1996 fast keine regattasegelnden Teams mehr. In den östlichen Bundesländern konnte sich der Teeny noch nicht verbreiten, da man dort den Cadet als Jugend-Ausbildungsklasse fährt. Lediglich in Mecklenburg-Vorpommern besteht eine regionale Vertretung der Klassenvereinigung, jedoch wurde die einzige nennenswerte Teeny-Flotte (SSV1894) zum Saisonbeginn 2007 stillgelegt. Seit 2007 wird in Sachsen aktiv im Teeny gearbeitet. In Berlin, am  Dümmer als auch im Emsland, sowie in Hof wird Gleitjollensegeln auch mit dem Ziel der Regattteilnahme betrieben.
Außerhalb Deutschlands fahren einzelne Boote in der Schweiz, in Holland, Dänemark, Schweden, Polen, Österreich und Tschechien.

## Regatten und Wettfahrten

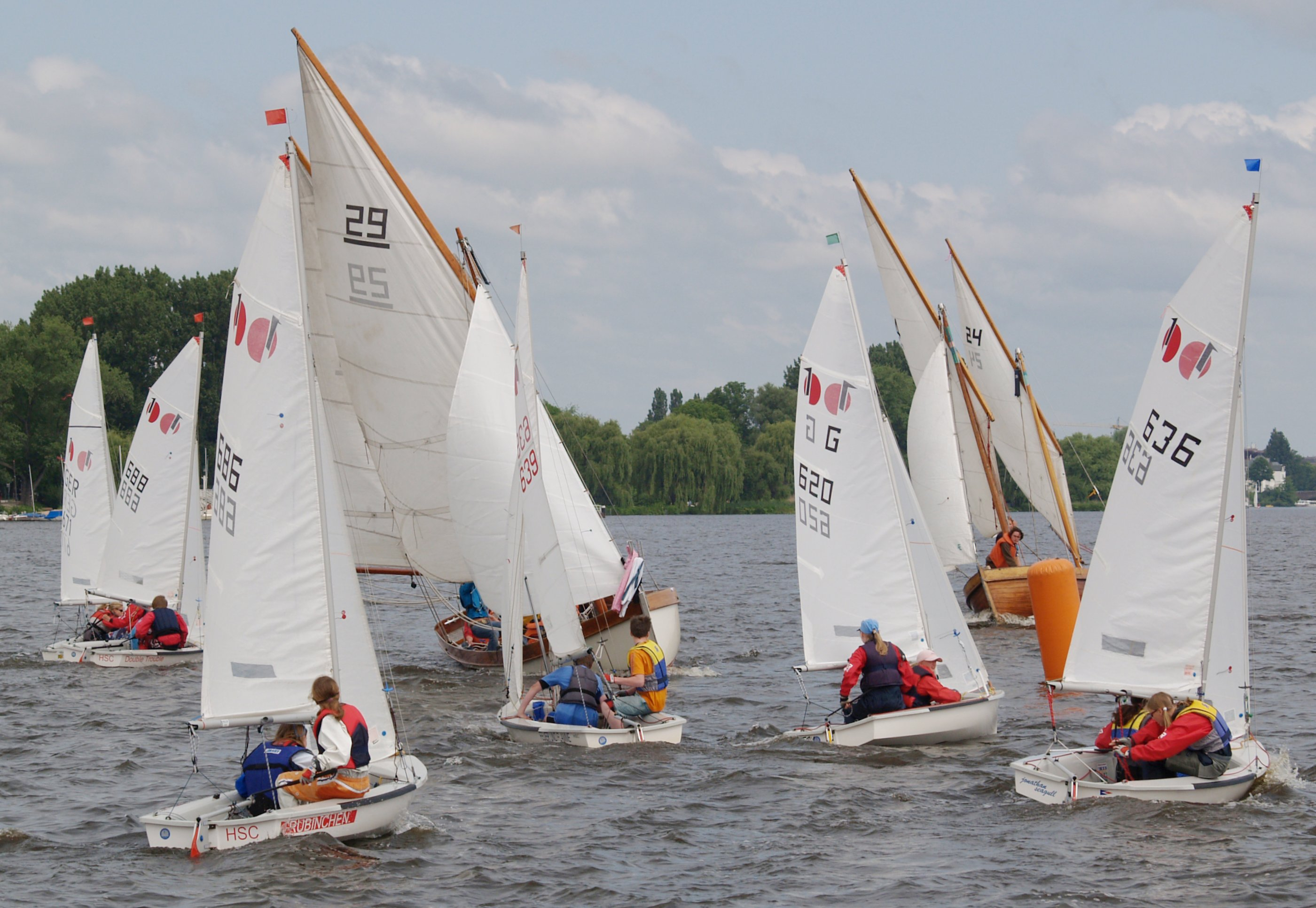
Regattafeld unterschiedlichen Bootsklassen samt Teeny

1994 wurde die erste Internationale Deutsche Jüngstenmeisterschaft (IDJüM) durchgeführt.
In den vorgenannten Bundesländern finden über die gesamte Saison verteilt ca. 40 Ranglistenregatten mit Starterfeldern von 25 bis 35 Schiffen statt. Die Qualifikation zur IDJüM der Teeny-Klasse ist nur über die Rangliste möglich. Die Zulassungskriterien zur Meisterschaft erfüllten im Jahre 2004 rund 100 Teams, von denen letztendlich 70 Mannschaften auf der Unterhavel starteten. Zwischen dem 22. und 29. Juli 2005 fand die IDJüM beim Württembergischen Yachtclub in Friedrichshafen am Bodensee statt. Vom 28. Juli bis 6. August 2006 war der Schweriner Seglerverein der Ausrichter der IDJüM der Teenyklasse.
Die Deutsche Meisterschaft 2023 fand in Berlin beim Berliner Yachtclub statt.

## Anstehende Regatten und Rangliste
Die deutsche Meisterschaft 2024 soll auf der Travemünder Woche stattfinden.